# عبد الباقي الآلوسي
سعد الدين عبد الباقي أفندي بن محمود بن عبد الله الآلوسي (26 يونيو 1834 - 12 يناير 1881) (19 صفر 1250 - 11 صفر 1298) فقيه حنفي وقاضي شرعي وعالم أدبي عثماني عراقي من أهل القرن التاسع عشر الميلادي/ الثالث عشر الهجري. ولد في بغداد لأسرة معروفة. تعلم القرآن ثم قرأ على والده أبو الثناء الآلوسي علوم النحو والصرف والفقه والتفسير والمنطق والفلك وأصول الحديث، ثم قرأ الأصول والمعاني وغير ذلك من علوم عصره على عيسى البندنيجي. تولى القضاء في عدة مدن بالعراق العثماني. توفي في مسقط رأسه ودفن بمقبرة الكرخي. له مؤلفات مخطوطة ومطبوعة.

## سيرته
هو سعد الدين أبو اليمن عبد الباقي بن شهاب الدين محمود بن عبد الله الآلوسي، من أسرة الآلوسية المعروفة البغدادية. ولد ليلة الجمعة 19 صفر 1250/ 26 يونيو 1834 في مدينة بغداد بإيالة بغداد العثمانية ونشأ بها. تعلم القراءة والكتابة في الكتاتيب، ثم قرأ النحو الصرف والبلاغة والمنطق والآداب والهيئة والفلك وأصول الحديث. تفقه على مذهب أبي حنيفة والشافعي على والده وبعض تلاميذ والده وغيرهم، وحفظ عدة متون منها ألفية ابن مالك في النحو. وبعد وفاة أبيه لازم عيسى البندنيجي، وقرأ عليه الأصلين والتفسير والحديث والمعاني والحساب وسائر العلوم النقلية والعقلية إلى أن أجازه في جمادى الأولى سنة 1273، إجازة عامة.

كان له ميل إلى السفر. فسافر مع أبيه إلى إسطنبول سنة 1851، ثم سفره الثالث إلى الحجاز لأداء الحج فمر بطريقة على القاهرة ورغب إليه بعض العلماء في تأليف موجزة في مناسك الحج، فأجابهم وألّفها مرتبة على مقدمة وثلاثة فصول وخاتمة وأسماها «أوضح منهج إلى معرفة مناسك الحج»،وطبعت في القاهرة.

تقلب في مناصب عالية بالدولة العلية العثمانية، فتولى القضاء في عدة مدن بالعراق العثماني، منها: كركوك وبتليس، وبعده رجع إلى وطنه. وقد أنحل جسمه. 

توفي صباح السبت 11 صفر 1298/ 12 يناير 1881 في بغداد بإيالة بغداد العثمانية ودفن بجانب مرقد أبيه في مقبرة الكرخي، ورثي بقصائد عديدة. وأعقب ولدين، منهما عاكف.

## شعره
جاء في معجم البابطين عنه « المتاح من شعره قصيدة واحدة، مطولة رائية (70 بيتًا)، في مدح محيي الدين بن عربي ومنهجه الصوفي ومعارفه، متخلصًا إلى مدح محمد علي باشا والي مصر (كما يذكر محقق نزهة الفكر، ولكن القدر المثبت من القصيدة ينحصر في ذكر ابن عربي فقط). تتسم بطول النفس، وقوة التراكيب، تخلو من المقدمات التقليدية وتعكس عمق ثقافته بمعارف الصوفية، صوره جزئية، تلتبس بإيحاءات إلى ألوان العشق الصوفي، وإيماءات إلى المعارف الفلسفية.».

## مؤلفاته
له مؤلفات، منها:
- «أوضح منهج إلى معرفة مناسك الحج»
- «البجهة البهية في شرح الآجرومية»
- «النهجة السوية في شرح العضدية»
- «الفوائد الآلوسية على الرسالة الأندلسية»، في العروض
- «النهجة المرضية في شرح الرسالة الأندلسية»
- «فيوضات القريحة، شرح الصفيحة»
- «أسعد كتاب في فصل الخطاب»
- «القول الماضي فيما يجب للمفتي والقاضي»
- «الروضة اليانعة في بين السفرة الرابعة»